# Rafael Losada
Rafael Losada (Maastricht, 23 november 1971) is een Nederlands voormalig voetballer. De middenvelder en aanvaller kwam uit voor Fortuna Sittard, MVV, Eindhoven, FC Den Bosch en Excelsior Veldwezelt.
Losada debuteerde op 20 oktober 1990 voor Fortuna Sittard. In het promotiejaar 1994/95 kreeg hij van trainer Pim Verbeek een basisplaats, maar in de eredivisie kwam hij minder aan bod.
Na een conflict met Verbeek volgde een vertrek naar MVV, maar hij ging daar na een half seizoen weer weg. Daarna volgden nog Eindhoven, FC Den Bosch en Excelsior Veldwezelt.
Tegenwoordig is hij financieel consultant op de Universiteit van Maastricht.
| Seizoen | Club                 | Land      | Wedstrijden | Doelpunten | Competitie     |
| ------- | -------------------- | --------- | ----------- | ---------- | -------------- |
| 1990/91 | Fortuna Sittard      | Nederland |             |            | Eredivisie     |
| 1991/92 | Fortuna Sittard      | Nederland |             |            | Eredivisie     |
| 1992/93 | Fortuna Sittard      | Nederland |             |            | Eredivisie     |
| 1993/94 | Fortuna Sittard      | Nederland |             |            | Eerste divisie |
| 1994/95 | Fortuna Sittard      | Nederland |             |            | Eerste divisie |
| 1995/96 | Fortuna Sittard      | Nederland |             |            | Eredivisie     |
| 1995/96 | MVV                  | Nederland |             |            | Eerste divisie |
| 1996/97 | Eindhoven            | Nederland | 30          | 2          | Eerste divisie |
| 1997/98 | Eindhoven            | Nederland | 32          | 11         | Eerste divisie |
| 1998/99 | FC Den Bosch         | Nederland | 6           | 0          | Eerste divisie |
| 1999/00 | FC Den Bosch         | Nederland | 8           | 0          | Eredivisie     |
| 2000/01 | Excelsior Veldwezelt | België    |             |            | Vierde klasse  |
| Totaal  | Totaal               | Totaal    | 76          | 13         | 13             |

## Trivia
Op 15 mei 1993 werd Losada gewisseld in de wedstrijd tegen Cambuur Leeuwarden, voor hem kwam de toen net 16 -jarige Mark van Bommel in het veld die zo zijn debuut in het profvoetbal maakte.